# 2-甲基丁二酸
2-甲基丁二酸（或称为2-甲基琥珀酸， 2-Methylsuccinic acid），结构简式HO2CCH(CH3)CH2CO2H，常温常压下为白色固体，是最简单的带有手性碳原子的二羧酸。